# Х-101
Х-101 (кирилична «Х» у назві) — російська стратегічна крилата ракета класу «повітря — земля» з використанням технологій зниження радіолокаційної помітності[неавторитетне джерело]. Проєктування ракети Х-101 розпочалося у 1980-х роках на основі стратегічної КР Х-55. Розроблена конструкторським бюро «Радуга» (1995—2013).
У версії з термоядерною боєголовкою має індекс Х-102.
Вперше були використані в бойових умовах в 2015 році в ході Інтервенції Росії в Сирію. Широко використовується в ході російського вторгнення в Україну 2022 року.

## Історія
Наприкінці 1980-х років розпочалися роботи над заміною крилатої ракети Х-55 — з використанням або звичайної (Х-101), або ядерної (Х-102) бойової частини, а також з покращеними характеристиками малопомітності. Нову ракету спроєктував Ігор Селезньов із КБ «Радуга». Значення високотехнологічних ракет як «множників сили» зросло на тлі скорочення флоту російських бомбардувальників, здатних нести крилаті ракети, на початку 1990-х років. Скасування амбітного проєкту прямоточної ракети Х-90 через підписання Договору про РСМД у 1987 році призвело до зосередження зусиль на вдосконаленні Х-55, зокрема для досягнення точності <20 м, необхідної для ураження інфраструктурних цілей звичайними (а не ядерними) боєголовками. Перший політ Х-101 відбувся у 1998 році, а випробування розпочалися у 2000-му.
Перші тести проводилися у 1995 році, а на озброєння ракету прийняли у 2012 році. Перші фотографії Х-101 з'явилися у 2007 році.

## Конструкція
Двигун розташований у хвостовій частині ракети. До запуску він знаходиться усередині фюзеляжу, після запуску висувається назовні. Згідно із заявами російських чиновників, ракета виконана на новій технологічній основі i має виключно російське комплектування. Використовує комбіновану систему наведення: інерційна система з оптико-електронною корекцією; на кінцевій ділянці використовується головка самонаведення . Може отримувати комплексну інформацію і за маршрутом, і за координатами цілі. На відміну від ракет попереднього покоління є принципова можливість зміни цілі, коли ракета вже летить .
Ядерний варіант (Х-102) несе боєголовку потужністю, за різними відомостями, 250 кілотон або 1 мегатонну.
Приблизно з кінця листопада 2022 року Сили оборони України стали помічати в уламках ракет пристрої Л-504 для відстрілу радіолокаційних пасток. Таким чином російські інженери шукають спосіб прориву протиповітряної оборони.
На початку травня 2024 року міноборони Великобританії повідомило, що Росія модернізувала крилаті ракети повітряного базування Х-101 та встановила на них додаткову другу боєголовку, яка призначена для збільшення радіусу ураження цілі уламками.
7 червня 2024 року під час чергового масованого ракетного обстрілу було збито ракету Х-101 з касетною бойовою частиною. Раніше касетну бойову частину серед російських дозвукових крилатих ракет мала тільки Х-59.
За результатами випробувань ракета має кругове імовірне відхилення (КІВ) 7 м на дальності 5500 км. Теоретично ракета здатна знищувати рухомі цілі з точністю влучення до 10 м.

## Тактико-технічні характеристики
| Параметр                    | Значення |
| --------------------------- | --- |
| Розробник                   | МКБ «Радуга» |
| Рік початку випробувань     | 1999 |
| Довжина, мм                 | 7450 |
| Діаметр, мм                 | 742 |
| Розмах крила, м             | 3 |
| Стартова вага, кг           | 2200—2400 |
| Маса бойової частини, кг    | 400 |
| Маса палива, кг             | 1250 |
| Швидкість, м/с, крейсерська | 190—200 |
| Швидкість, м/с, максимальна | 250—270 |
| Максимальна дальність, км   | До 5500 (за різними даними) |
| Профіль польоту             | змінний |
| Висота профілю польоту, м   | змінюється від 30—70 до 10 000 |
| ЕПР, м²                     | 0,01 |

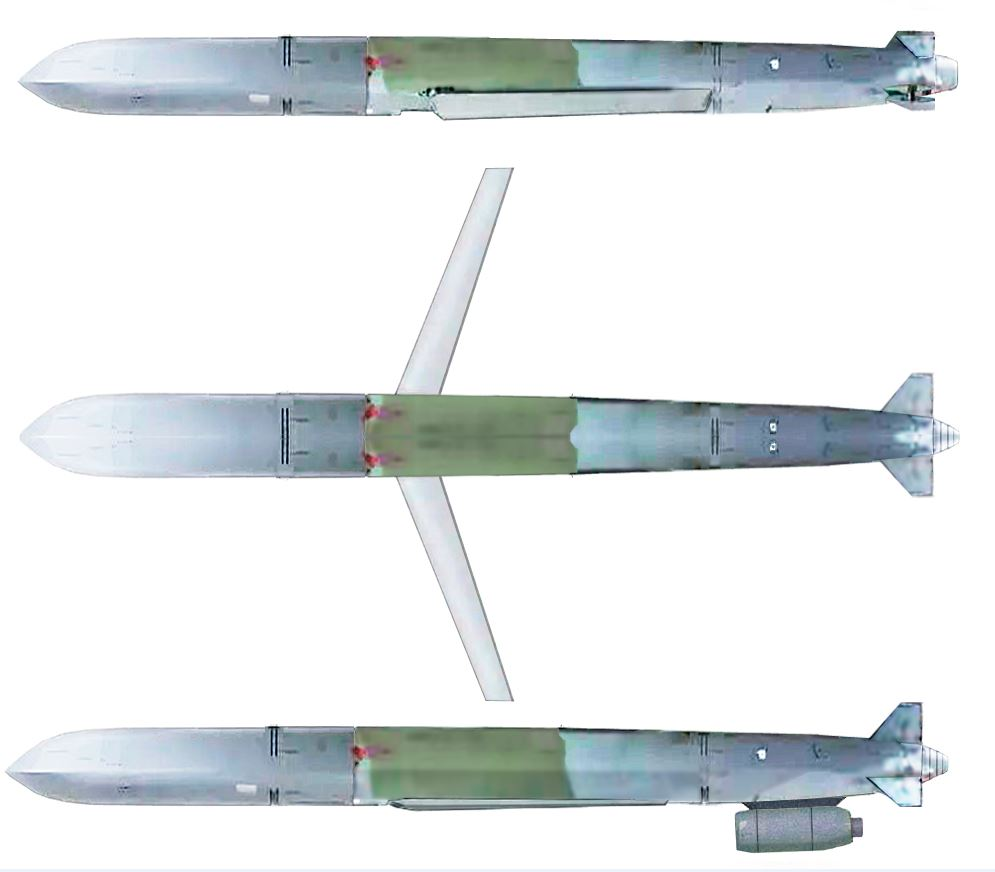
Ракета Х-101. Зверху: Ракета у транспортній конфігурації: Нижче: ракета у польотній конфігурації

| Тип ГСН                     | оптоелектронна система корекції + ТВ (ЗМІ) ІНС + лазерний висотомір /оптичне зображення за еталонами ділянок корекції + (ймовірно) на кінцевому етапі польоту — оптична або радіолокаційна ГСН |
| Силова установка            | Двигун ДТРД ТРДД-50А з тягою 450 кгс |
| Точність (КІВ), м           | (6—10) 10—20 |
| Ядерний варіант ракети      | Х-102 з термоядерним зарядом потужністю 250 Кт або 1 Мт |
| Носії                       | Ту-160 (12 ракет у двох внутрішніх відсіках) Ту-95МС (8 ракет на зовнішній підвісці) |

Протягом російсько-української війни було виявлено декілька «версій» ракети з такими особливостями:
- Версія 1.0 має оптику з однією лінзою;
- версія 2.0 має оптику з трьома лінзами, оснащена бортовою станцією РЕБ та системою відстрілу диполів;
- версія 3.0 має подвійну бойову частину;
- версія 4.0 має подвійну касетну бойову частину.

## Бойове застосування

### Російська інтервенція в Сирію
Ракети Х-101 неодноразово застосовувалися в ході Інтервенції Росії в Сирію, що стала першим їхнім бойовим застосуванням.
| дата       | к-ть | носій    | подробиці       |
| ---------- | ---- | -------- | --------------- |
| 17.11.2015 | 16   | Ту-160   | об'єкт у Сирії  |
| 19.11.2015 | 16   | Ту-160   | об'єкт у Сирії  |
| 20.11.2015 | 16   | Ту-160   | об'єкт у Сирії  |
| 17.11.2016 | ?    | Ту-95МСМ | об'єкти у Сирії |
| 05.07.2017 | 4    | Ту-95МС  | об'єкт у Сирії  |
| 26.09.2017 | 4    | Ту-95МС  | об'єкт у Сирії  |

### Російсько-українська війна

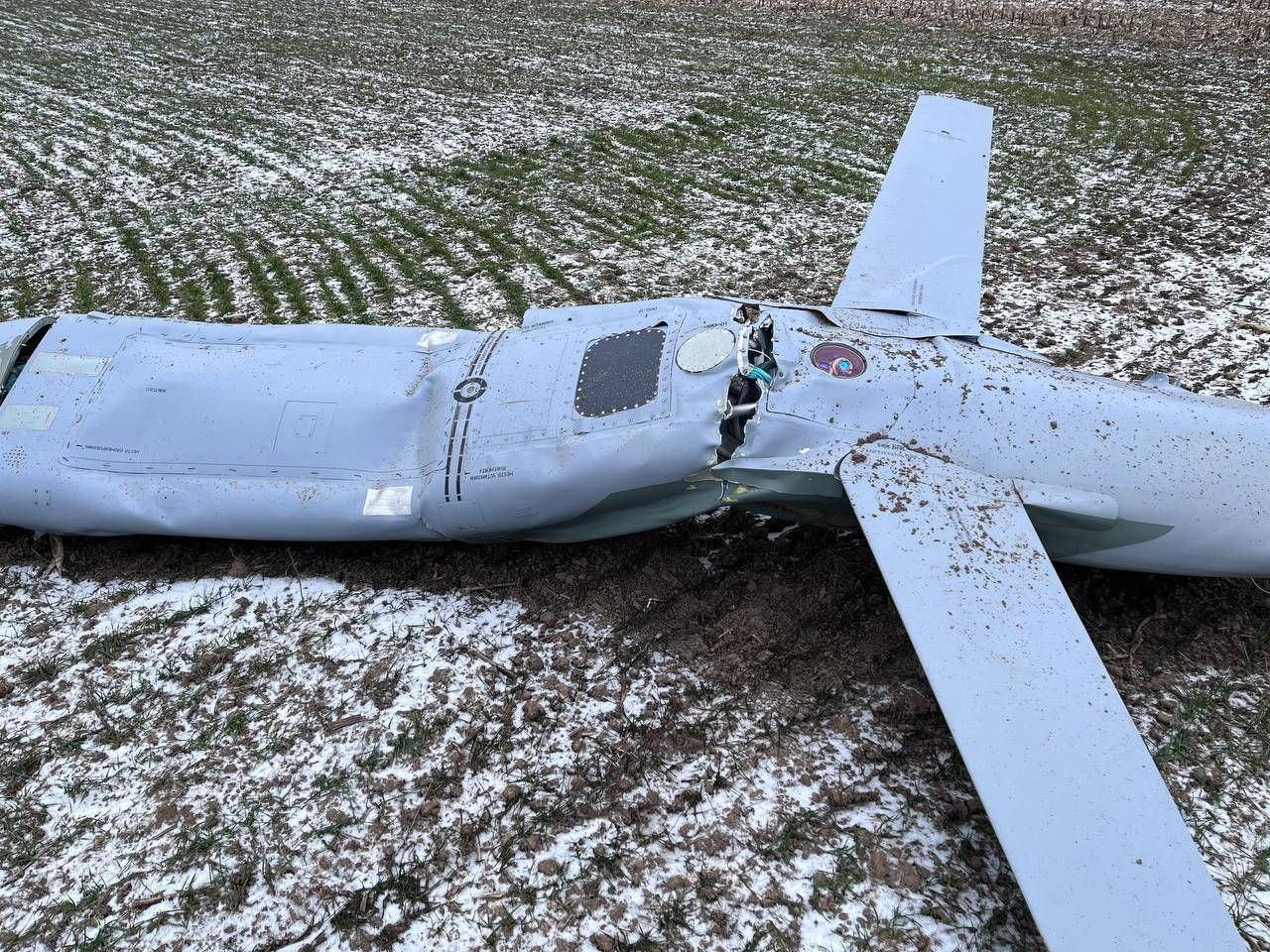
Ракета Х-101, збита 26 січня 2023 року в Вінницькій області

У січні 2023 року було зафіксовано випадки затирання серійних номерів на ракетах Х-101 з метою приховати дату їхнього виробництва.
26 січня 2023 року, під час чергового ракетного удару, повітряні сили України збили ракету Х-101 у Вінницькій області. Ракета впала в полі в доволі «цілому» стані для подальшого вивчення її будови та складових. Зокрема, в ній зберігся пристрій Л-504 для відстрілу радіолокаційних пасток.
29 березня та 8 травня 2024 року відповідно, українські джерела повідомили про збиття російської ракети Х-101, яка містила додатковий модуль БЧ. Тобто, на додачу до стандартної БЧ масою 450 кг тротилового еквівалента, в ракеті також була встановлена і додаткова БЧ масою 350 кг, отже загальна маса БЧ зросла приблизно до 800 кг.
7 червня під час масованого ракетного обстрілу, росія застосувала крилату ракету Х-101 с касетною бойовою частиною. Раніше, касетну бойову частину дозвукової ракети мала тільки Х-59. Це була вже четверта модифікація цієї ракети, застосована протягом війни (версія 1.0 має оптику з однією лінзою; версія 2.0 має оптику з трьома лінзами, оснащена бортовою станцією РЕБ та системою відстрілу диполів; версія 3.0 має подвійну бойову частину; версія 4.0 має подвійну касетну бойову частину).
20 серпня було оприлюднено інформацію по загальній кількості ракет Х-101/Х-555 з початку вторгнення — 1 846 застосовано та 1 441 знищено.
| дата       | к-ть | подробиці |
| ---------- | ---- | --- |
| 23.04.2022 | 4+   | 2 із щонайменше 4 ракет типу типу Х-101/Х-555 збиті в ході атаки, відомо про влучання у житлові будинки а також міський цвинтар                |
| 07.05.2022 | 6    | було завдано ударів по місту Одеса, відомо про влучання у ЗПС, промислову інфраструктуру                                                       |
| 26.06.2022 | 6    | 1 із 6 ракет типу Х-101/Х-555 збито в ході атаки, влучання у житлові будинки в Києві та області                                                |
| 15.07.2022 | 8    | 4 із 8 ракет типу Х-101/Х-555 збито під час ракетного удар по Дніпру 15 липня 2022                                                             |
| 16.07.2022 | 1    | відомо про влучання у склад виробничо-торгівельної компанії в Одесі, без жертв                                                                 |
| 02.08.2022 | 8    | 7 із 8 ракет збито під час ракетної атаки, влучання у об'єкт військової інфраструктури у Червоноградському районі Львівщини                    |
| 11.09.2022 | 6    | 5 із 6 ракет збито впродовж кількох атак протягом доби 11 вересня, відомо про влучання у нафтобазу у Кривому Розі                              |
| 14.09.2022 | 3    | було завдано удар трьома ракетами типу Х-101 по промисловим об'єктам у Кривому Розі                                                            |
| 10.10.2022 | —    | 43 із 84 ракет збито під час масованого ракетного обстрілу України 10 жовтня 2022, частина ракет — Х-101/Х-555                                 |
| 18.10.2022 | 4    | було завдано ударів по об'єктах енергетичної інфраструктури у Дніпрі та Кривому Розі                                                           |
| 22.10.2022 | 17   | 13 із 17 ракет типу Х-101/Х-555 збито під час масованого ракетного обстрілу України 22 жовтня 2022                                             |
| 31.10.2022 | 55   | 44 із 55 ракет типу Х-101/Х-555 збито під час масованого ракетного обстрілу України 31 жовтня 2022                                             |
| 15.11.2022 | —    | 75 із 96 ракет збито під час масованого ракетного обстрілу України 15 листопада 2022, частина ракет — Х-101/Х-555                              |
| 17.11.2022 | <4   | над Києвом ППО збила чотири крилаті ракети, частина ракет — Х-101/Х-555                                                                        |
| 23.11.2022 | —    | 51 із 70 ракет збито під час масованого ракетного обстрілу України 23 листопада 2022, частина ракет — Х-101/Х-555                              |
| 05.12.2022 | —    | 60 із 70 ракет збито під час масованого ракетного обстрілу України 5 грудня 2022, частина ракет — Х-101/Х-555                                  |
| 16.12.2022 | —    | 60 із 76 ракет збито під час масованого ракетного обстрілу України 16 грудня 2022, частина ракет — Х-101/Х-555                                 |
| 16.12.2022 | 1    | відомо про 1 передчасно впалу ракету у Волгоградській області РФ                                                                               |
| 29.12.2022 | —    | 58 із 70 ракет збито під час масованого ракетного обстрілу України 29 грудня 2022, частина ракет — Х-101/Х-555                                 |
| 31.12.2022 | 12   | 12 із 12 ракет збито під час масованого ракетного обстрілу України 31 грудня 2022                                                              |
| 14.01.2023 | —    | 25 із 38 ракет збито під час масованого ракетного обстрілу України 14 січня 2023, частина ракет — Х-101/Х-555                                  |
| 26.01.2023 | —    | 47 із 59 ракет під час масованого ракетного обстрілу України 26 січня 2023, частина ракет — Х-101/Х-555                                        |
| 26.01.2023 | 1    | відомо про 1 передчасно впалу ракету у Калмикії РФ                                                                                             |
| 28.04.2023 | 23   | 21 із 23 ракет збито силами ППО, влучання у Черкаській та Дніпропетровській областях                                                           |
| 01.05.2023 | 18   | 15 із 18 ракет збито силами ППО, влучання у Дніпропетровській області                                                                          |
| 09.05.2023 | 17   | 15 із 17 ракет збито силами ППО, наслідки влучання 2 ракет не встановлені                                                                      |
| 14.05.2023 | 3    | 3 із 3 ракет збито силами ППО |
| 18.05.2023 | 22   | 21 із 22 ракет збито силами ППО, влучання у Хмельницькій області                                                                               |
| 26.05.2023 | 10   | 10 із 10 ракет збито силами ППО |
| 29.05.2023 | 40   | 37 із 40 ракет збито силами ППО, влучання у Хмельницькій області                                                                               |
| 02.06.2023 | 15   | 15 із 15 ракет збито силами ППО |
| 04.06.2023 | 6    | 4 із 6 ракет збито силами ППО, влучання у Кіровоградській області                                                                              |
| 06.06.2023 | 35   | 35 із 35 ракет збито силами ППО, ураження уламками у Київській області                                                                         |
| 09.06.2023 | 6    | 4 із 6 ракет збито силами ППО, влучання у Житомирській області                                                                                 |
| 13.06.2023 | 14   | 11 із 14 ракет збито силами ППО, влучання у багатоквартирний житловий будинок у Кривому Розі                                                   |
| 15.06.2023 | 4    | 1 із 4 ракет збита силами ППО, влучання у Кривому Розі                                                                                         |
| 23.06.2023 | 13   | 13 із 13 ракет збито силами ППО |
| 24.06.2023 | 40   | 40 із 40 ракет збито силами ППО, жертви від ураження уламками у Києві, Дніпропетровській та Харківській областях                               |
| 26.07.2023 | 36   | 33 із 36 ракет збито силами ППО, наслідки влучання 3 не встановлено                                                                            |
| 06.08.2023 | 20   | 13 із 20 ракет збито силами ППО, наслідки влучання 7 не встановлено                                                                            |
| 27.08.2023 | 4    | 4 із 4 ракет збито силами ППО, жертви від пошкодження уламками житлових будинків у Києві та області                                            |
| 30.08.2023 | 28   | 28 із 28 ракет збито силами ППО, жертви від ураження уламками у Києві та області                                                               |
| 01.09.2023 | 1    | відомо про 1 передчасно впалу ракету у Саратовській області РФ                                                                                 |
| 06.09.2023 | 7    | 7 із 7 ракет збито силами ППО |
| 17.09.2023 | 10   | 6 із 10 ракет збито силами ППО, влучання у Одеській області                                                                                    |
| 18.09.2023 | 17   | 17 із 17 ракет збито силами ППО |
| 21.09.2023 | 43   | 36 із 43 ракет збито силами ППО, влучання у Львівській, Рівненській, Черкаській, Київській областях та Києві                                   |
| 08.12.2023 | 20   | 16 із 20 ракет збито силами ППО, наслідки влучання 4 не встановлені                                                                            |
| 29.12.2023 | 90+  | 87 із 90+ ракет збито під час масованого ракетного обстрілу України 29 грудня 2023                                                             |
| 29.12.2023 | 90+  | відомо ракету що передчасно впала у Ставропольському краї РФ                                                                                   |
| 02.01.2024 | 70   | 59 із 70 ракет збито під час масованого ракетного обстрілу України 2 січня 2024                                                                |
| 02.01.2024 | 1    | відомо ракету що передчасно впала на житлову забудову у Воронезькій області РФ                                                                 |
| 08.01.2024 | 24   | 18 із 24 ракет збито під час масованого ракетного обстрілу України 8 січня 2024                                                                |
| 08.01.2024 | 1    | відомо ракету що передчасно впала на поле у Волгоградській області РФ                                                                          |
| 13.01.2024 | 12   | 7 із 12 ракет збито під час масованого ракетного обстрілу України 13 січня 2024, ще частина ракет знешкоджена від РЕБ                          |
| 13.01.2024 | 2    | відомо дві ракети що передчасно впали на поле у Краснодарському краї РФ                                                                        |
| 23.01.2024 | 15   | 15 із 15 ракет збито силами ППО під час масованого ракетного обстрілу України 23 січня 2024                                                    |
| 07.02.2024 | 29   | 26 із 29 ракет збито силами ППО під час масованого ракетного обстрілу України 7 лютого 2024                                                    |
| 15.02.2024 | 12   | 8 із 12 ракет збито силами ППО під час масованого ракетного обстрілу України 15 лютого 2024                                                    |
| 15.02.2024 | 1    | відомо ракету що передчасно впала на поле у Волгоградській області РФ                                                                          |
| 21.03.2024 | 29   | 29 із 29 ракет збито силами ППО під час спроби ракетної атаки Києва                                                                            |
| 24.03.2024 | 29   | 18 із 29 ракет збито силами ППО, відомо про пошкодження наземної інф-ри газового сховища «Нафтогазу» у Львівській області, без жертв           |
| 29.03.2024 | 21   | 17 із 21 ракет збито силами ППО, відомо про влучання (в тому числі іншими ракетами та БпЛА) у об'єкти цивільної та енергетичної інфраструктури |
| 31.03.2024 | 14   | 9 із 14 ракет перехоплено українською ППО, відомо про влучання у об'єкт критичної інфраструктури у Львівській області                          |
| 31.03.2024 | 1    | відомо ракету що передчасно впала |
| 06.04.2024 | 2    | 2 із 2 ракет збито силами ППО |
| 11.04.2024 | 20   | 16 із 20 ракет збито під час масованого ракетного обстрілу України 11 квітня 2024                                                              |
| 11.04.2024 | 1    | 15 квітня була виявлена ракета що впала в полі у Волгоградській області РФ, ймовірно запущена під час удару 11 квітня                          |
| 19.04.2024 | 2    | 2 із 2 ракет збито силами ППО |
| 28.04.2024 | 9    | 6 із 9 ракет збито силами ППО під час ракетного обстрілу України 28 квітня 2024                                                                |
| 08.05.2024 | 45   | 33 із 45 ракет збито силами ППО під час ракетного обстрілу України 08 травня 2024                                                              |
| 26.05.2024 | 12   | 12 із 12 ракет збито силами ППО |
| 30.05.2024 | 11   | 7 ракет перехоплено українською ППО, наслідки влучання 4 не відомі                                                                             |
| 01.06.2024 | 35   | 30 із 35 ракет перехоплено українською ППО, влучання у об'єкти цивільної та енергетичної інфраструктури                                        |
| 07.06.2024 | 5    | 5 із 5 ракет збито силами ППО |
| 12.06.2024 | 4    | 4 із 4 ракет збито силами ППО |
| 14.06.2024 | 10   | 7 із 10 ракет збито силами ППО |
| 20.06.2024 | 4    | 4 із 4 ракет збито силами ППО |
| 22.06.2024 | 10   | 7 із 10 ракет збито силами ППО |
| 08.07.2024 | 4    | 3 із 4 ракет збито силами ППО |
| 08.07.2024 | 13   | 11 із 13 ракет типу Х-101/Х-555 збито під час масованого ракетного обстрілу України 8 липня 2024                                               |
| 11.07.2024 | 5    | 5 із 5 ракет збито силами ППО |
| 27.08.2024 | 5    | 5 із 5 ракет збито силами ППО |
| 02.09.2024 | 14   | 13 із 14 ракет типу Х-101/Х-555 збито під час ракетного обстрілу України 2 вересня 2024, влучання у цивільну забудову                          |
| 04.09.2024 | 6    | 4 із 6 ракет типу Х-101/Х-555 збито під час ракетного обстрілу України 4 вересня 2024, влучання у житлову та цивільну забудову                 |
| 13.11.2024 | 2    | 2 із 2 ракет збито силами ППО |
| 17.11.2024 | <101 | ППО збила 85 крилатих ракет, частина ракет — Х-101, у ході масованого ракетного обстрілу України 17 листопада 2024                             |
| 21.11.2024 | 7    | 6 із 7 ракет збито силами ППО |
| 28.11.2024 | 57   | з ракетами «Калібр» застосовано 85 ракет, 76 збито силами ППО під час масованого ракетного обстрілу України 28 листопада 2024                  |
| 28.11.2024 | 1    | 28 листопада була виявлена ракета що впала в полі в полі у Ікі-Бурульському районі Калмикії (РФ), ймовірно запущена під час удару того дня     |
| 13.12.2024 | 55   | з ракетами «Калібр» та «Іскандер-К» застосовано 85 ракет, 80 збито силами ППО під час масованого ракетного обстрілу України 13 грудня 2024     |
| 25.12.2024 | 50   | з ракетами «Калібр» застосовано 62 ракети, 55 збито силами ППО під час масованого ракетного обстрілу України 25 грудня 2024                    |
| 01.02.2025 | 8    | точна кількість збитих ракет була засекреченою                                                                                                 |
| 20.02.2025 | <14  | точна кількість збитих ракет була засекреченою                                                                                                 |
| 25.02.2025 | 7    | 6 із 7 ракет збито силами ППО |
| 07.03.2025 | 35   | 25 із 35 ракет збито силами ППО |
| 06.04.2025 | 9    | 6 із 9 ракет збито силами ППО |
| 24.04.2025 | 37   | 31 із 37 ракет збито силами ППО під час масованого ракетного обстрілу України 24 квітня 2025                                                   |
| 25.05.2025 | <55  | з ракетами «Калібр» застосовано 55 ракети, 45 збито силами ППО під час масованого ракетного обстрілу України 25 травня 2025                    |
| 26.05.2025 | 9    | 9 із 9 ракет збито силами ППО |
| 01.06.2025 | <4   | з ракетами «Іскандер-К» застосовано 4 ракети, 3 збито силами ППО                                                                               |
| 06.06.2025 | 36   | 30 із 36 ракет збито силами ППО |
| 09.06.2025 | 10   | 10 із 10 ракет збито силами ППО |
| 17.06.2025 | 16   | 15 із 16 ракет збито силами ППО, одна ракета влучила у житловий будинок під час масованого ракетного обстрілу України 17 червня 2025           |
| 29.06.2025 | 41   | 34 із 41 ракет збито силами ППО під час масованого ракетного обстрілу України 29 червня 2025                                                   |
| 09.07.2025 | <7   | з ракетами «Іскандер-К» застосовано 7 ракет, 7 збито силами ППО                                                                                |
| 10.07.2025 | 6    | 6 із 6 ракет збито силами ППО |
| 12.07.2025 | 26   | 25 із 26 ракет збито силами ППО |
| 19.07.2025 | 15   | 9 із 15 ракет збито силами ППО |
| 21.07.2025 | 14   | 14 із 14 ракет збито силами ППО |
| 28.07.2025 | 4    | 2 із 4 ракет збито силами ППО |